# Расселл, Алонсо
Алонсо Расселл (англ. Alonzo Russell; род. 8 февраля 1992, Фрипорт, Багамские Острова) — багамский легкоатлет, специализирующийся в беге на 400 метров. Бронзовый призёр Олимпийских игр 2016 года в эстафете 4×400 метров. Серебряный призёр чемпионата мира в помещении 2016 года в эстафете 4×400 метров.

## Биография
Начал выступать на международных соревнованиях с 16 лет, представляя Багамы на юношеских и юниорских соревнованиях CARIFTA Games. После окончания школы переехал в США, где учился и тренировался сначала в колледже Эссекс Каунти, а затем в Университете штата Флорида. Становился призёром студенческого чемпионата США в эстафете.
Первым большим успехом отметился в 2014 году, когда стал бронзовым призёром Игр Содружества в эстафете 4×400 метров (выступал на третьем этапе). Был в составе команды на эстафетном чемпионате мира 2015 года, Панамериканских играх в Торонто и мировом первенстве в Пекине.
На чемпионате мира в помещении 2016 года дошёл до полуфинала в личном виде и завоевал серебро в эстафете. Вместе с Майклом Мэтью, Шавесом Хартом и Крисом Брауном они установили новый национальный рекорд (3.04,75), проиграв только сборной США.
На Олимпийских играх 2016 года выступал за Багамы в эстафете 4×400 метров, где помог команде выиграть бронзовые медали.
Имеет высшее образование в области социологии.

## Основные результаты
| Год  | Турнир                       | Место проведения          | Дисциплина       | Место       | Результат |
| ---- | ---------------------------- | ------------------------- | ---------------- | ----------- | --------- |
| 2010 | Чемпионат мира среди юниоров | Монктон, Канада           | эстафета 4×400 м | 17-е (заб.) | 3.14,42   |
| 2014 | Игры Содружества             | Глазго, Великобритания    | эстафета 4×400 м | 2-е         | 3.00,51   |
| 2015 | Чемпионат мира по эстафетам  | Нассау, Багамские Острова | эстафета 4×400 м | 2-е (заб.)  | 3.02,18   |
| 2015 | Панамериканские игры         | Торонто, Канада           | эстафета 4×400 м | 4-е         | 3.00,34   |
| 2015 | Чемпионат мира               | Пекин, Китай              | эстафета 4×400 м | —           | DQ        |
| 2016 | Чемпионат мира в помещении   | Портленд, США             | 400 м            | 10-е (1/2)  | 47,07     |
| 2016 | Чемпионат мира в помещении   | Портленд, США             | эстафета 4×400 м | 2-е         | 3.04,75   |
| 2016 | Олимпийские игры             | Рио-де-Жанейро, Бразилия  | 400 м            | —           | DQ        |
| 2016 | Олимпийские игры             | Рио-де-Жанейро, Бразилия  | эстафета 4×400 м | 3-е         | 2.58,49   |
| 2017 | Чемпионат мира               | Лондон, Великобритания    | эстафета 4×400 м | 11-е (заб.) | 3.03,04   |
| 2018 | Чемпионат мира в помещении   | Бирмингем, Великобритания | 400 м            | — (заб.)    | DQ        |